# КК Јувентус
КК Јувентус (литв. Krepšinio Klubas Juventus) је литвански кошаркашки клуб из Утене. У сезони 2017/18. такмичи се у Литванској кошаркашкој лиги и у ФИБА Лиги шампиона.

## Историја
Клуб је основан 1999. године. У Литванској кошаркашкој лиги дебитовао је десет година касније, а највећи успех у њој било је треће место освојено у сезони 2014/15. 
Од сезоне 2009/10. је и учесник регионалне Балтичке лиге и прво се такмичио у њеном нижем рангу, Челенџ купу, који је и освојио 2011. године.

## Успеси

### Национални
- Првенство Литваније:
  - Треће место (1): 2015.

### Међународни
- Челенџ куп Балтичке лиге:
  - Победник (1): 2011.